# Bon Jovi
Bon Jovi est un groupe américain de rock, originaire de Sayreville, dans le New Jersey. Son nom provient du leader et chanteur principal, Jon Bon Jovi (né John Francis Bongiovi, Jr.).
Formé en 1983, le groupe connait un grand succès dans les années 1980, et reste la référence phare du glam metal de la fin des années 1980, demeurant l'un des plus gros vendeurs de disques de l'époque et l'un des groupes accomplissant les tournées mondiales les plus imposantes, notamment en termes de dates et de rythme. 
Il fait aussi montre d'une plus grande longévité que les autres formations de cette période dite « metal » en mélangeant des éléments de hard, de metal, de roots rock, de blues, de folk, de pop et de country, enrichissant sa musique sur le plan artistique et sonore, et se fabriquant ainsi un succès commercial qui dure de nos jours.
Bon Jovi est l'un des rares groupes à avoir survécu à la vague grunge et alternative du début des années 1990, faisant même en Europe un triomphe aussi important que les représentants du mouvement alternatif et Britpop de l'époque.
Bon Jovi compte plus de 35 millions d'albums vendus aux États-Unis et plus de 130 millions dans le monde. D'après plusieurs articles de presse, le nombre de concerts donnés par le groupe s'élève à 2 700, notamment dans les principales villes d'Asie, d'Europe, d'Australie, du Canada et d'Amérique du Sud, en plus d'un très grand nombre de spectacles aux États-Unis. L'album Slippery When Wet (1986) demeure l'un des disques les plus vendus de l'histoire du rock avec un total de 30 millions d'exemplaires écoulés à travers le monde à l'heure actuelle. Quant au New Jersey Tour 88-90, il s'agit de l'une des plus grandes tournées mondiales de l'histoire du hard rock avec 240 dates données en 17 mois dans 22 pays, dont l'Union soviétique.

## Historique

### Formation (1975–1983)

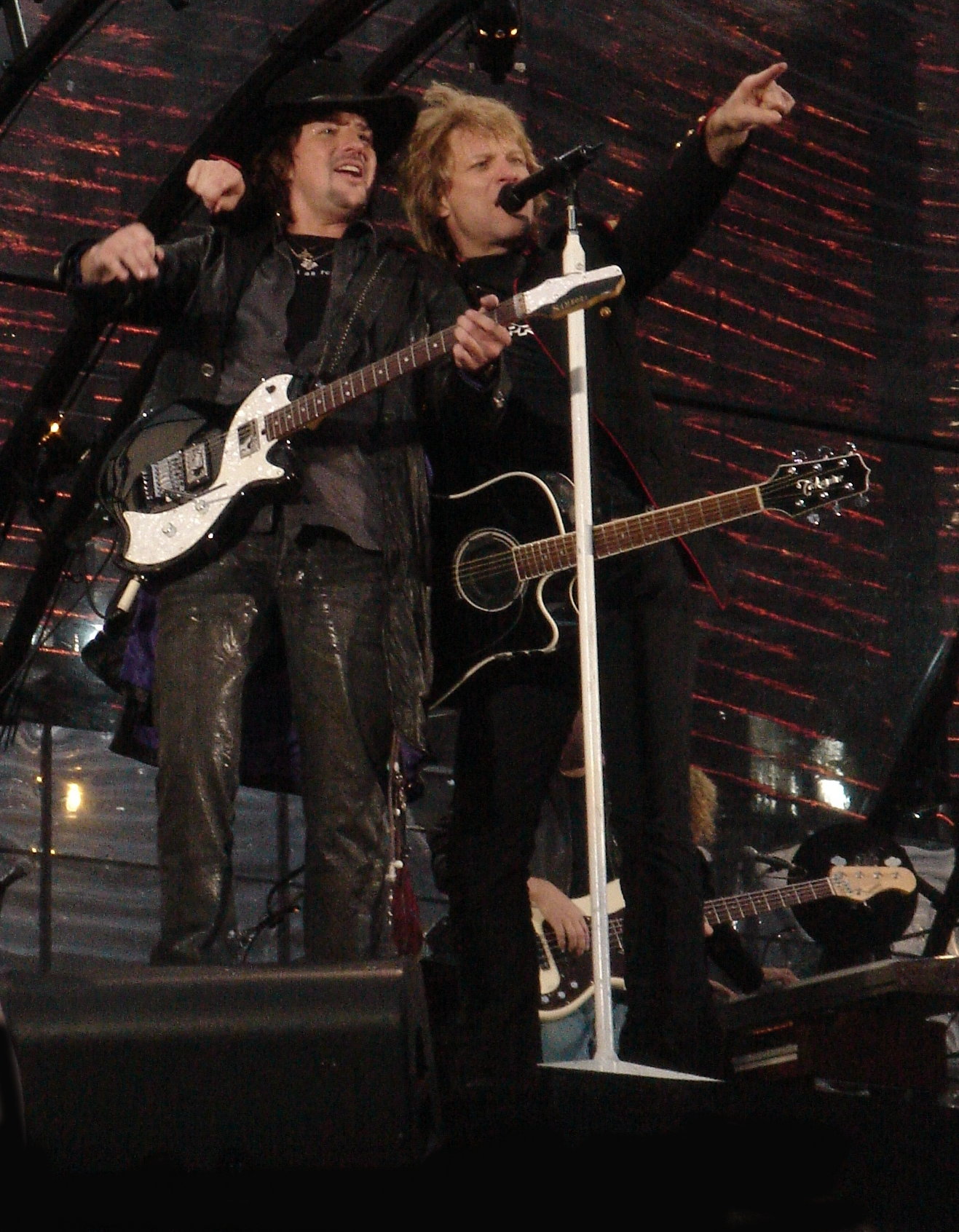
Jon Bon Jovi et Richie Sambora.

Le chanteur principal, Jon Bon Jovi, commence à jouer du piano et de la guitare à l'âge de 13 ans, jouant des chansons d'Elton John. Au même âge, il forme son premier groupe, Raze. À 16 ans, Bon Jovi rencontre David Bryan à l'école Sayreville War Memorial High School, et ils forment ensemble un groupe de RnB, nommé Atlantic City Expressway. Ils jouent dans différents clubs du New Jersey. Encore adolescent, Jon Bon Jovi jouait dans le groupe John Bongiovi and the Wild Ones, tournant dans des clubs du New Jersey et assurant la première partie d'artistes plus connus de la région.
À 17 ans, il obtient un emploi au studio d'enregistrement dont son cousin Tony Bongiovi est le copropriétaire, les Power Station Studios situés à Manhattan. Jon y enregistre de nombreuses démos, dont une produite par Billy Squier, et les envoie à beaucoup de maisons de disques – mais n'arrive pas à se faire entendre. Ces démos sont finalement sorties sous le nom Power Station Years. À 18 ans, Jon Bon Jovi connait sa première expérience d'enregistrement de disque, en chantant la chanson R2-D2 We Wish You a Merry Christmas écrite par Meco Monardo et Daniel Oriolo sur un album de Noël dans l'univers Star Wars, Christmas in the Stars, produit par Tony Bongiovi aux studios Power Station. Ce titre figurera en face B du single What Can You Get a Wookie for Christmas (When he Already Owns A Com).
En 1983, une station de radio locale, WAPP, organise un concours pour découvrir de jeunes talents sans contrat. Jon Bon Jovi engage des musiciens de studio pour jouer le morceau Runaway, écrit en 1980. Le guitariste sur ce morceau est Dave Sabo qui forme plus tard le groupe Skid Row. Après sa victoire à ce concours, le morceau deviendra un tube durant l'été 1983. Les musiciens de studio qui ont aidé Jon Bon Jovi à l'enregistrer étaient connus sous le nom de The All Star Review et comprenaient Tim Pierce (guitare), Roy Bittan (claviers), Frankie LaRocka (batterie), et Hugh McDonald (basse). Jon Bon Jovi avait dès lors impérativement besoin d'un groupe. Les futurs membres s'étaient déjà croisés par le passé, mais ils ne se réuniraient pour de bon que dans le courant du mois de mars 1983. Il fait appel à Dave Bryan (pianiste) qui, à son tour, a fait appel à Alec John Such (bassiste) et Tico Torres (batteur). De nombreux guitaristes se sont succédé jusqu'à l'arrivée de Richie Sambora. Alec John Such insiste auprès de Jon Bon Jovi pour laisser Sambora montrer ce qu'il savait faire et Jon Bon Jovi a adoré.
Tico Torres était aussi un musicien expérimenté ; il avait joué pour Miles Davis, The Marvelettes et Chuck Berry. Au total, il avait déjà joué sur 26 albums de différents artistes. David Bryan était une recrue naturelle. Il suivra les cours de Juilliard School, prestigieuse école de musique de New York. Il avait déjà joué avec Jon dans Atlantic City Expressway.

### Débuts (1984-1985)
Bon Jovi est désormais un groupe et, tandis qu'il assure la première partie du groupe Scandal, attire l'attention de plusieurs maisons de disques, notamment PolyGram, avec laquelle il signera un contrat. Avec l'aide d'un nouvel impresario Doc McGhee, le premier album du groupe (album éponyme) est publie le 21 janvier 1984. L'album s'est vendu à plus de 500 000 exemplaires aux États-Unis et est sorti également au Royaume-Uni. Le groupe assure la première partie de ZZ Top au Madison Square Garden (avant même la sortie de son premier album) et de Scorpions et Kiss en Europe. Le groupe tourne un clip pour Runaway, pour une somme de 90 000 dollars. Mais le groupe déteste cordialement cette vidéo, et Jon disait même que la maison de disques avait bousillé sa chanson et que sa vie était « foutue ». Il ne se doutait pas que le clip de She Don't Know Me serait encore pire.
En 1985, le deuxième album de Bon Jovi, 7800° Fahrenheit, est publié, mais les réactions sont mitigées. Le magazine metal britannique Kerrang!, qui avait eu des réactions très positives concernant le premier disque, a qualifié l'album de « pâle imitation du Bon Jovi que nous avons appris à connaître et appris à aimer ». Jon Bon Jovi lui-même a reconnu plus tard que cela aurait pu et aurait dû être un meilleur disque. Mais le groupe n'avait eu que trois semaines pour composer, et la tournée de 1985 était déjà programmée avant même que le groupe n'entre en studio, ce qui ajouta une énorme pression sur les épaules de Bon Jovi. Le groupe ne joue plus aucun extrait de cet album depuis longtemps, mais quelques titres live figurent sur des faces B de singles. Bon Jovi se produit à la première édition du Farm Aid en septembre 1985 et interprète deux titres dont l'inédit Heart of America.
Une vidéo, Breakout, regroupe les premiers clips issus des deux albums est parue à l'issue de la tournée. En 1985, Jon fait signer Cinderella sur Polygram via Derek Shulman. Groupe emmené par le compositeur, guitariste et chanteur Tom Keifer qui possédait un certain following dans la région de Philadelphie. Cinderella touchera les classements avec Night Songs, son premier album, dont le single Nobody's Fool sera certifié disque d'or.

### Slippery When Wet(1986–1987)
Le troisième album Slippery When Wet propulse le groupe au rang de superstar partout dans le monde avec des succès tels que You Give Love a Bad Name, Livin' on a Prayer et Wanted Dead or Alive. Bon Jovi affirme que l'album était ainsi nommé en référence au fameux panneau routier américain, mais Bryan donne cette version-ci pour expliquer le titre de l'album : « Pendant l'enregistrement du disque, nous nous retrouvions souvent dans un club de striptease dans lequel d'incroyablement attirantes jeunes femmes se frottaient mutuellement avec de l'eau savonneuse. Elles devenaient ainsi glissantes et personne n'arrivait à les agripper, même si vous en aviez très envie. « Slippery when wet! » a crié l'un d'entre-nous et les autres membres ont su tout de suite que cela devait être le titre du nouvel album ! À l'origine, nous pensions mettre une photo d'une grosse poitrine, une poitrine vraiment énorme sur la pochette mais lorsqu'une association de protection de la moralité (dirigée par la femme de l'ancien Vice-président des États-Unis d'Amérique Al Gore) l'a découvert, nous avons eu des ennuis. Nous avons donc transformé la pochette pour en faire quelque chose de décent. »
Pour s'aider à la composition, Jon et Richie contactent Desmond Child, qui avait travaillé pour Kiss leur permettant de décrocher un hit mondial avec I Was Made For Lovin' You. Recyclant l'une des chansons écrites pour Bonnie Tyler, If You Were a Woman (And I Was a Man), Desmond utilise le refrain pour You Give Love a Bad Name. Le premier morceau écrit dans cette collaboration est Edge of a Broken Heart, mais il terminera sur une face B, créant une polémique auprès des fans qui voient en cette chanson le légitime onzième titre de Slippery When Wet.
L'album se vend à plus de 30 millions d'exemplaires dans le monde depuis sa sortie fin 1986. Durant la tournée qui suit, le chanteur Jon Bon Jovi commence à éprouver des difficultés vocales. Les notes très hautes et l'emploi du temps chargé menaçaient d'endommager sa voix définitivement. Grâce à un entraîneur vocal, il a réussi à surmonter ces difficultés mais tend, depuis, à chanter un ton plus bas. Le point d'orgue de cette tournée est la tête d'affiche des Monsters of Rock à Castle Donington, avec Dio, Cinderella, Anthrax et Metallica. Une fois la tournée achevée à Hawaï, le groupe prend quelques semaines de vacances avant de s'atteler au quatrième album. 70 morceaux seront composés et enregistrés, tandis que 22 seront totalement finalisés. La maison de disques s'oppose au projet de sortir un double album studio, trouvant cela risqué commercialement.

### New Jersey(1988–1990)
L'album suivant de Bon Jovi, New Jersey, est publié en 1988 et s'écoulera à plus de 20 millions d'exemplaires dans le monde vers les années 2000. L'album est enregistré peu de temps après la tournée Slippery, car les membres du groupe voulaient prouver qu'ils n'étaient pas les hommes d'un seul succès. Cet album est l'un des favoris parmi les fans et représente certainement la quintessence du groupe, avec des tubes tels que Bad Medicine (premier des classements) Lay Your Hands on Me, Born to Be My Baby, Living in Sin et I'll Be There for You (premier également). Ces cinq singles se classeront tous dans les top 10 américains, ce qui fait de l'album New Jersey le premier album de hard à réussir l'exploit de classer autant de hits issus d'un même disque dans un top 10. Ces titres figurent d'ailleurs toujours en bonne place dans leur tour de chant. Néanmoins, New Jersey faillit marquer la mort du groupe car ils repartent en tournée presque directement après celle, très lourde, du précédent album. Cette vie en permanence sur les routes a presque détruit les liens très forts qui unissaient Jon Bon Jovi et Sambora. Le groupe réussit, malgré tout, à s'en sortir, et entame une pause avant leur effort studio suivant.
C'est Skid Row qui accompagne Bon Jovi sur la route, mais en remerciement de cette faveur, Jon signe un contrat où il gardait la majorité des royalties du groupe. Intéressant, d'autant plus que leur premier album s'écoule à quatre millions d'exemplaires aux États-Unis. Cela déclenchera une guerre par presse interposée entre Jon et Sebastian Bach, le charismatique leadeur de Skid Row.
C'est le magazine Kerrang qui lance la rumeur de la division du groupe avant la fin de la tournée, Richie Sambora étant apparemment peu satisfait de son simple statut de bras-droit dans le groupe. De plus, le groupe surfant sur une grosse vague de succès depuis plus de trois ans, le magazine s'interrogeait sur la capacité de Bon Jovi à pulvériser les charts une nouvelle fois, puisque le groupe avait eu quatre chansons premier du Billboard. Il ne s'agissait néanmoins que de rumeurs, même si l'ambiance dans le groupe était très morose. Pour couronner ces années de succès, le groupe souhaitait sortir First Five Live, un double album live avec une face de 33 tours remplie de titres inédits des séances d'enregistrement de New Jersey. Mais le destin en décida autrement.

### Albums en solo (1990–1991)
Entre 1990 et 1992, les membres du groupe font leur chemin chacun de son côté afin de se ressourcer avant l'écriture et l'enregistrement de leur album suivant. Ce temps mort est mis à profit pour déterminer comment Bon Jovi allait s'adapter dans le monde de la musique en perpétuelle évolution. Jon Bon Jovi enregistre un album solo, la bande originale du film Young Guns 2 (dans lequel il apparaît pendant moins d'une seconde), plus communément connu sous le nom de Blaze of Glory. Des invités prestigieux font une apparition sur l'album - Elton John, Aldo Nova, Little Richard et Jeff Beck entre autres. Cet album est bien accueilli commercialement, et reçoit des critiques très positives. Le titre éponyme, Blaze of Glory, vaut à Jon une nomination aux Oscars dans la catégorie « meilleure chanson » aux American Music Awards ; bien qu'il n'ait pas remporté le prix ce soir-là, la chanson reçoit un Golden Globe la même année.
Sambora sort également un album solo, en 1991, intitulé Stranger in This Town. Cet album était principalement influencé par le blues et, bien qu'il ait été bien reçu par la critique et les aficionados de la guitare, il ne s'est pas très bien vendu (400 000 exemplaires aux États-Unis). Eric Clapton fait une apparition en tant que guitariste sur la chanson Mr. Bluesman, tandis que David Bryan et Tico Torres jouent sur tout le disque. Ils participeront aussi aux frais de la tournée, les gens de la maison de disques devant le faire ayant été licenciés. David Bryan enregistre la bande originale du film d'horreur The Netherworld. Torres évite le monde de la musique en général. Such fait une chute de moto ; il s'en est sorti avec une blessure à la main, l'obligeant à développer de nouvelles techniques pour jouer de son instrument.

### Keep The Faith(1992–1993)
Le groupe fait son grand retour avec l'album Keep the Faith en 1992, produit par Bob Rock qui avait été ingénieur du son sur Slippery When Wet et New Jersey, et qui gagne ses galons de producteur avec Dr. Feelgood de Mötley Crüe et surtout le Black Album de Metallica. L'album faisait transparaître un son et des paroles beaucoup plus matures qu'aucun de leurs efforts passés. Les critiques et les fans sont également positivement surpris et l'album est un succès plus que relatif sur le territoire américain avec la montée en puissance du mouvement grunge, mais fait un triomphe dans le reste du monde, le groupe vendant huit millions de disques supplémentaire et faisant de Keep The Faith la plus grosse vente de l'année 1993 en Europe.
Ses morceaux les plus connus sont les singles Bed of Roses, Keep the Faith et In These Arms. Preuve de l'entrée de Bon Jovi dans l'âge adulte, le titre Dry County et ses dix minutes racontant la vie de personnes visant un Eldorado où l'alcool est interdit. Il s'agit de l'histoire de gens que Jon a rencontré lorsque le groupe faisait son break. Beaucoup de titres enregistrés ont été omis, même si l'un d'entre eux finira en face B : Starting All Over Again. Il est laissé de côté à cause de son refrain haut perché qui aurait fusillé la voix de Jon en concert.
En 1993, le groupe enregistre le très rock and roll Good Guys Don't Always Wear White pour la bande originale du film Deux Cowboys à New York (The Cowboy Way).

### Cross RoadetThese Days(1994–1996)
En 1994, Bon Jovi sort un best-of intitulé Cross Road, qui contenait deux morceaux inédits, Always et Someday I'll Be Saturday Night, ainsi qu'une nouvelle version, mise au goût du jour, de Livin' on a Prayer appelée Prayer '94 et disponible uniquement sur les versions américaines de l'album. La chanson Always est écrite à l'origine pour la bande originale du film Romeo Is Bleeding, mais après avoir vu (et détesté) le film, le groupe décide de refuser de donner la chanson aux producteurs et de la sortir plutôt sur Cross Road, qui aura permis au groupe de trouver une seconde jeunesse, notamment en Europe et en France où le groupe devient plus populaire que jamais. L'album est aussi la plus grosse vente de l'année 1994 au Royaume-Uni, et s'écoule au rythme effarant de un million d'exemplaires par semaine au cours du mois qui suit sa sortie. Peu de temps après Cross Road, Alec John Such décide de quitter le groupe. Aujourd'hui encore, des doutes persistent quant à sa volonté réelle de partir. Bien qu'il n'ait jamais été officiellement remplacé, Hugh McDonald sert de bassiste depuis, aussi bien en studio que pendant les concerts.
Avec l'album These Days, publié en 1995, Bon Jovi développe encore la maturité du son rock déjà présent sur Keep the Faith. L'album, dans son ensemble, est plus sombre que les œuvres précédentes de Bon Jovi, ce qui a un certain impact sur les ventes et ce, malgré les excellentes critiques, vantant justement les qualités artistiques de l'album, ainsi que ses sonorités, très éloignées du Bon Jovi habituel. Seul This Ain't a Love Song réussit à se hisser dans les hauteurs du classement américain et l'album se vend un million d'exemplaires aux États-Unis - ce qui peut être considéré comme un échec commercial sur ce territoire - pour un total de sept millions dans le reste du monde, ce qui fait de These Days un album populaire, notamment en Europe et en Asie. La tournée mondiale de 140 dates dans 42 pays qui suivit - avec des premières parties pour les Rolling Stones à Paris - est un succès retentissant. C'est au cours de cette tournée que le groupe joue trois soirs de suite à guichets fermés au Wembley Stadium en 1995. Ces concerts sont particulièrement mémorables car c'est ce même week-end que l'album a atteint la première place au classement britannique, et ce durant 4 semaines consécutives. Ces dates ont été filmées et peuvent être vues sur le DVD intitulé Live from London.

### Pause (1997–1999)

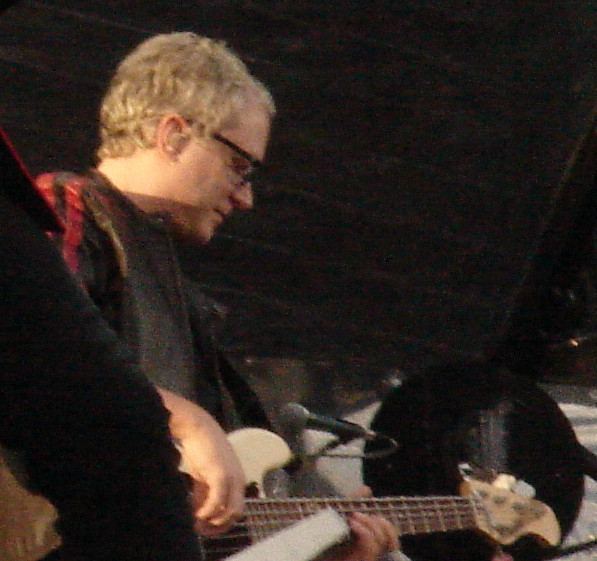
Hugh Mc Donald, le nouveau bassiste du groupe

En 1996, Bon Jovi s'établit comme étant un groupe majeur dans l'industrie musicale, ayant eu une longévité supérieure (et plus de succès) que la plupart de ses pairs du glam rock des années 1980. À la fin de la tournée These Days, le groupe décide une nouvelle fois de faire une pause. Tico profite de cette occasion pour poursuivre sa passion pour la peinture, David pour écrire et composer plusieurs comédies musicales. Richie, lui, utilise ce temps mort pour écrire et enregistrer son second album solo, intitulé Undiscovered Soul, et publié en 1998.
Jon reste quelque temps loin du monde de la musique et se tourne vers Hollywood. Il tient le rôle principal dans les films Little City et The Leading Man et des rôles secondaires dans Moonlight and Valentino, L'Héritage de Malcolm (Homegrown) et U-571 entre autres. Entre les prises de ces films, Jon écrit ce qui serait son deuxième album solo, Destination Anywhere, publié en 1997. L'album reçoit des critiques très positives et est un succès un peu partout en Europe. Un court métrage du même nom est filmé à l'occasion de la sortie de l'album, basé entièrement sur les chansons du disque, les acteurs de ce film comprenaient, entre autres, Jon Bon Jovi, Demi Moore, Kevin Bacon et Whoopi Goldberg. Dave Stewart d'Eurythmics joue de la guitare sur cet album. Toutefois, ce disque n'atteint pas les scores de vente faramineux de Bon Jovi, le groupe, malgré quatre singles.
Trouvant le temps long pendant que Richie Sambora est en tournée pour son album Undiscovered Soul, Jon enregistre un troisième album solo. Comportant douze titres, il est diffusé lors d'une « listening party » en août 1998, mais resta à l'état de projet. Malgré tout, certaines chansons furent utilisées pour Bon Jovi : Just Older, I Got the Girl et Save the World finirent sur Crush, tandis que plusieurs autres chansons devinrent des faces B, ou atterrirent sur le box set. En 1998, néanmoins, Jon donne signe de vie en apparaissant sur la bande originale du film Armageddon avec la chanson Mister Big Time, coécrite avec Aldo Nova. À l'origine, il souhaitait proposer la ballade Save the World, mais Aerosmith ayant soumis I Don't Want to Miss a Thing, Jon préfère proposer une chanson rock.
Bon Jovi se réunit en 1999 pour enregistrer la chanson Real Life pour la bande originale du film EdTV. David Bryan, qui s'était blessé à la main au cours d'un accident de bricolage, n'a pas pu participer au tournage du clip, le groupe utilise donc une silhouette en carton de lui pour tenir son rôle. Cette chanson était initialement prévue pour figurer sur le troisième album solo de Jon.

### CrushetBounce(2000–2004)
Après une pause de presque trois ans, durant lesquels plusieurs membres travaillent sur des projets indépendants, Bon Jovi se réunit en 1999 pour commencer à travailler sur leur prochain album. Crush, publié en 2000, et qui est un énorme succès partout dans le monde, notamment grâce au single It's My Life, écrit en collaboration avec le fameux producteur suédois Max Martin. Cet album devient rapidement la plus grande réussite commerciale du groupe depuis Keep the Faith, et permet à un public plus jeune de découvrir Bon Jovi. L'album Crush est certifié double-disque de platine La tournée, qui débute cet été-là, comprend à l'origine une soixantaine de dates mais, à cause de la nouvelle popularité du groupe, est étendue jusqu'à l'été 2001. Pendant cette tournée, un album reprenant quelques-unes de leurs performances sur scène de l'ensemble de leur carrière est publié sous le titre de One Wild Night Live 1985-2001. Le groupe est très déçu de ne pouvoir réaliser un double-album couvrant bien mieux toute leur carrière, mais Universal met son veto, arguant qu'un live, qui plus est double, ne se vend jamais bien.
À la fin de 2002, Bounce est publié en magasin. Bien qu'il n'ait pas connu le succès de son prédécesseur, l'album produit deux singles qui ont bien fonctionné : Everyday et Misunderstood. Orienté guitare, ce disque subit l'influence des attaques du 11 septembre 2001 sur trois titres, tandis qu'il propose de nouveaux espaces sonores avec The Distance et Joey. Au début de 2003, un album intitulé Red CD, ou Target CD, est publié dans la chaine de magasins Target : il contient plusieurs inédits des sessions de Bounce, une version acoustique de Everyday et une version de Just Older. Après la tournée qui suit et qui se termine en août 2003, Bon Jovi s'embarque dans un projet ambitieux. Censé au départ produire un album acoustique, le groupe finit par réécrire, réenregistrer et réinventer douze de leurs plus grands succès pour les montrer sous un jour nouveau. This Left Feels Right est sorti en novembre 2003, le titre fait référence au changement de direction pris par le groupe dans l'enregistrement de ces chansons. L'album devait contenir deux nouvelles chansons, Thief of Hearts et Last Man Standing, mais la maison de disques s'y oppose.
L'année suivante, en 2004, le groupe sort un coffret intitulé 100,000,000 Bon Jovi Fans Can't Be Wrong, dont le titre est un hommage à l'album d'Elvis Presley 50,000,000 Elvis Fans Can't Be Wrong. La boîte comprenait quatre CD sur lesquels se trouvaient 38 titres inédits et 12 morceaux rares, ainsi qu'un DVD. Cette sortie commémorait les 100 millions d'albums vendus et le vingtième anniversaire de la sortie du premier disque du groupe, en 1984. On ne compte malgré tout que trois chansons des années 1980, ce qui fait enrager nombre de fans... Néanmoins, ce coffret renferme de nombreuses perles et plusieurs titres sont devenus inoubliables comme The Radio Saved My Life Tonight que le groupe joue fréquemment en concert. Ce coffret renferme également une version au piano de If I Can't Have Your Love, chanson composée par Richie Sambora pour Stranger in this Town et connue en version électrique sur le bootleg Makin' Magic. Il y a aussi une chanson de David Bryan, Memphis Lives In Me et Only In My Dreams chantée par Tico Torres. C'est la troisième fois que le batteur tient le micro dans le groupe après la reprise de Waltzing Mathilda sur le single de Dry County (1993) et sa version de Crazy sur le CD bonus de These Days. Malgré ses choix de chansons, ce coffret est une jolie réussite, même si d'autres chansons des années 1980 auraient été bienvenues.

### Have A Nice Day(2005–2006)

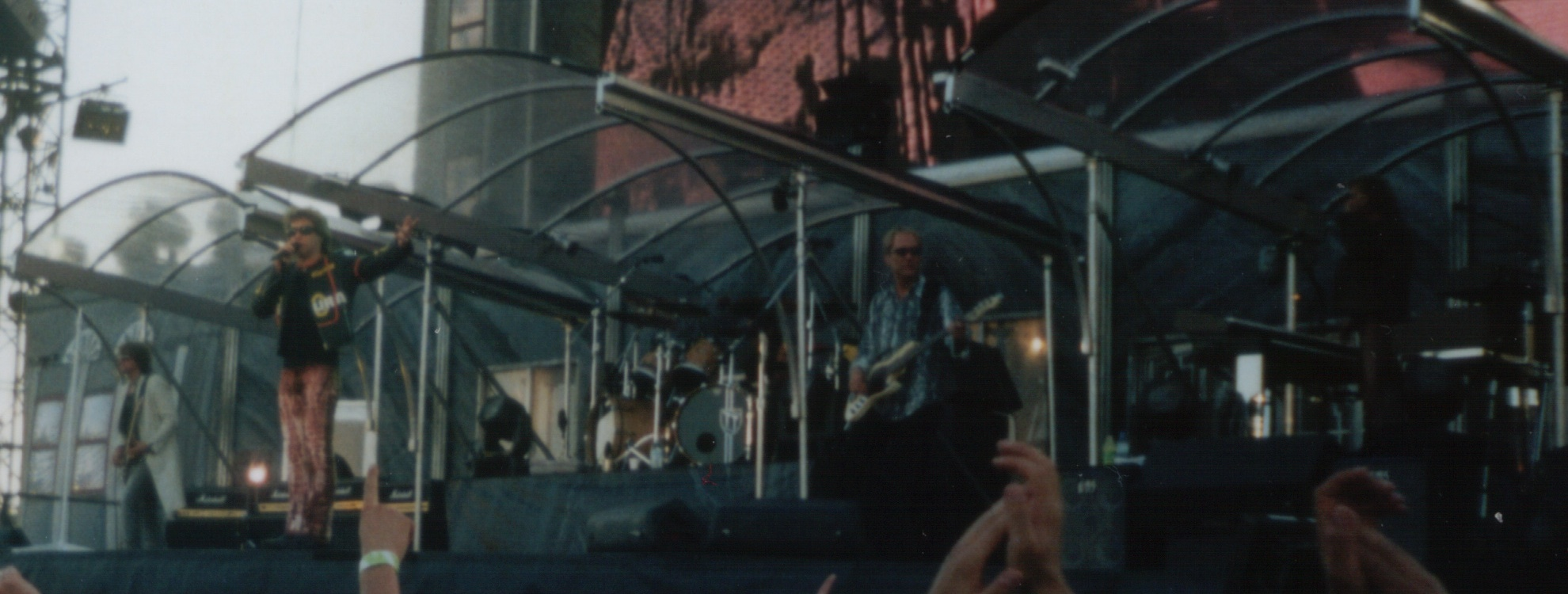
Bon Jovi sur scène en 2006.

Bon Jovi participe au Live 8 le 2 juillet 2005. À cette occasion, une nouvelle chanson est jouée, Have a Nice Day, aux côtés des classiques, Livin' on a Prayer et It's My Life. Have a Nice Day sort le 19 septembre 2005 en Europe, et il est suivi par une tournée internationale qui débute en novembre 2005. L'album se hisse dans les hauteurs du classement un peu partout dans le monde, arrivant même en deuxième position aux États-Unis durant la première semaine de vente, atteignant plus de 202 000 albums vendus durant cette période.
Have a Nice Day est le premier single du nouvel album, et est diffusé sur les radios du monde entier à partir du 18 juillet 2005. Le deuxième single est Who Says You Can't Go Home. Il y a aussi une version country de cette chanson, chantée en compagnie de la chanteuse Jennifer Nettles, qui sera envoyée aux radios et permettra au groupe d'être la première formation de rock 'n' roll à se hisser à la première place du classement country américain. C'est un fait unique du Billboard. (De plus, cette version n'est apparue qu'en bonus sur l'édition américaine de l'album et est uniquement distribuée promotionnellement aux radios.) Le troisième single de l'album s'intitule Welcome to Wherever You Are. Aux États-Unis, un maxi live nommé Live from the Have a Nice Day Tour est publié le 6 février 2006 dans la chaine de magasins Walmart. Il comprend quatre titres du dernier album (dont l'inattendu Complicated), ainsi que deux titres de Slippery When Wet. En 2005, il reçoit le Chopard Diamond Award.
Peu après la sortie de l'album, le groupe entame une tournée mondiale. Celle-ci, plus courte que les précédentes, a amené le groupe sur de nombreuses scènes et dans de nombreux stades à travers la planète. À l'origine, le groupe devait être le premier à jouer dans le nouveau Wembley Stadium, malheureusement, la compagnie responsable des travaux annonce que le stade ne serait pas prêt avant 2007. Le concert est, dès lors, déplacé au Milton Keynes National Bowl en gardant les mêmes dates. Ils sont par contre le premier groupe à jouer au Stade de Suisse, à Berne, le 31 mai 2006. Après les dates au Japon et en Europe, le groupe est retourné aux États-Unis pour quelques concerts, entre autres trois shows dans leur New Jersey natal, au Giants Stadium, ainsi qu'à Boston, Pittsburgh, et Chicago. En novembre 2006, le groupe est intronisé au UK Rock and Roll Hall of Fame, rejoignant ainsi dans le temple du rock d'autres artistes légendaires, tels que les Beatles, les Rolling Stones, Led Zeppelin, Bob Dylan, Pink Floyd ou encore U2.

### Lost Highway(2007–2008)
En juin 2007 sort Lost Highway, dixième album studio du groupe. Cet album se veut plus ancré de la tradition des songwriters américains, tels que Bruce Springsteen. Quelques influences blues et country sortent parfois du lot, et en font un album plus américain, moins moderne que Have a Nice Day. Plusieurs auteurs extérieurs travaillent avec John Bon Jovi et Richie Sambora sur ces chansons. Toutefois, l'annonce première du groupe de réaliser un album country est fausse : il s'agit d'un véritable disque de Bon Jovi, avec quelques réminiscences cadiennes.
L'album devient numéro 1 aux États-Unis la semaine de sa sortie, ce qui n'était pas arrivé depuis 1988 et New Jersey.
Le groupe est soumis aux polémiques en même temps à la suite d'une apparition calamiteuse à l'émission MTV Unplugged où le guitariste Richie Sambora, passablement ivre, se voit incapable de jouer correctement. Perturbé par le décès très récent de son père, de son divorce houleux, Sambora s'est retrouvé confronté à un problème d'addiction. Il est allé de lui-même dans une clinique de désintoxication une semaine, laissant le groupe œuvrer seul avec un guitariste de l'orchestre accompagnant Bon Jovi. Malgré la sortie mondiale du single (You Want to) Make a Memory et de trois autres titres en Allemagne (Lost Highway, Whole Lot of Leaving et Till We Ain't Strangers Anymore, duo avec Leann Rimes), l'album se vend mollement, même s'il dépasse officiellement les deux millions de copies.
Fin 2007, Richie Sambora laisse entendre qu'une seconde compilation verrait le jour en 2008. Annoncée depuis plusieurs années pour succéder à Crossroad, elle est régulièrement repoussée. En avril 2008 sort Lost Highway : The Concert, le CD bande-son du DVD sorti à la fin de l'année précédente et qui reprend l'intégralité de Lost Highway. Néanmoins, ce disque ne peut et ne doit pas être considéré comme le deuxième album live du groupe, du fait du caractère quasi-confidentiel de son existence. À l'été 2008, à la fin du Lost Highway Tour, l'heure est au bilan : Bon Jovi a exécuté la tournée la plus lucrative et la plus affluente de l'année avec plus de 210 millions de dollars de recettes et plus de 2.5 millions de spectateurs.

### The CircleetGreatest Hits(2009–2012)

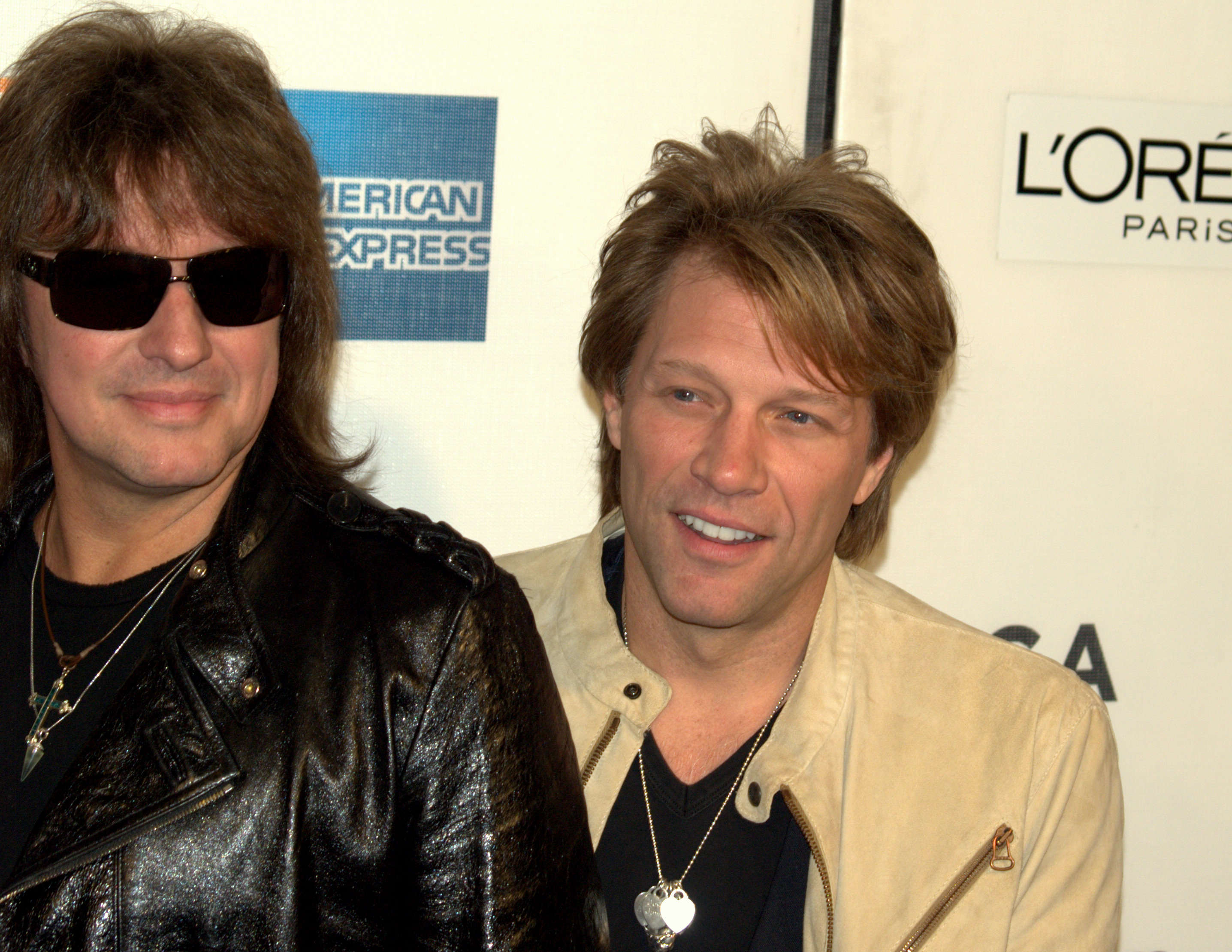
Richie Sambora et Jon Bon Jovi au Tribeca Film Festival en 2009.

Le 18 août 2009 est diffusé pour la première fois We Weren't Born to Follow, le premier single extrait de l'album The Circle qui sort le 10 novembre. Un autre extrait du disque avait été joué de manière acoustique au début du mois lors du concert Work For The Working Man. Un second single, Superman Tonight, est publié en janvier 2010.
En 2010, Bon Jovi entame son Circle Tour. Il commence par les États-Unis et le Canada (février-avril 2010). Le groupe inaugure le nouveau New Meadowlands Stadium qui remplace le mythique Giants Stadium de East Rutherford le 26, 27 et 29 mai 2010. Puis il s'installera à l'O2 Arena de Londres pour 10 concerts en juin 2010, et après neuf ans d'absence en France, le groupe passera à Paris-Bercy le 16 juin 2010. Et le groupe continue en juillet 2010 par une tournée des stades américains. Les premières dates à Honolulu en février 2010 voient de grosses surprises : Bon Jovi rejoue des titres des deux premiers albums (Roulette, Shot through the Heart et Get Ready pour le premier album, Tokyo Road et Only Lonely pour 7800° Fahrenheit), ce qui n'était pas arrivé depuis plus de vingt ans, hormis pour Tokyo Road qui est joué très très sporadiquement. Jon Bon Jovi souhaitait ne plus se cantonner à chanter uniquement les grands classiques que le public attend, mais comme il n'aime pas spécialement les deux premiers albums du groupe (impression partagée par le guitariste Richie Sambora qui trouve le second très médiocre), voir Bon Jovi se frotter à ce vieux répertoire est surprenant.
Début février 2010, Richie Sambora annonce la parution d'une compilation dans le courant de l'année, pouvant sortir plus ou moins tard selon le succès rencontré par The Circle. Il précise que trois nouvelles chansons figureraient sur cette compilation dont l'une, écrite par Jon Bon Jovi, aurait été inspirée par Barack Obama. En mai 2010, dix albums du groupe sont ressortis avec des bonus live, estampillés tour edition. Le 27 août 2010 est sorti What Do You Got ?, le single de la compilation Greatest Hits à paraître le 2 novembre 2010. Le 22 octobre, l'une des nouvelles chansons de la compilation est diffusée gratuitement sur le web : No Apologies. En novembre 2010, le groupe se produit à Madrid et, à la suite d'une invitation du leadeur Jon Bon Jovi, Rihanna chante sur scène avec eux la chanson culte Livin' on a Prayer celui-ci déclarant plus tard qu'elle était une grande fan du groupe. Le 10 novembre 2010, dans le cadre de la tournée The Circle Tour, ils donnent un concert au Best Buy Theater de New York qui est retransmis en direct sur YouTube. À la fin de 2010, le Circle Tour de Bon Jovi devient, pour la seconde fois consécutive en l'espace de trois ans, la tournée la plus lucrative et populaire de l'année. La tournée se poursuit en 2011 mais en avril, le guitariste Richie Sambora entre en cure de désintoxication pour une addiction à l'alcool[source insuffisante].
Au cours de l'année 2012, Richie Sambora rentre en studio pour enregistrer son troisième album solo Aftermath of the Lowdown, successeur de Undiscovered Soul, sorti en 1998. Il sortira le 17 septembre 2012.

### What About Nowet départ de Richie Sambora (2013–2014)
What About Now est publié en mars 2013, et une tournée mondiale, le Because We Can Tour, est annoncée à la fin de 2012 pour l'année. Cette tournée est passée sur tous les continents et est devenue l'une des tournées les plus enrichissantes de l'année. Le groupe ne passe pas en France. Mais malgré le succès de la tournée, les retours de l'album sont mitigés, voir négatifs, et cet album devient la pire vente du groupe (s'écoulant à 1,5 million d'exemplaires dans le monde). De plus, le 2 avril 2013, lors de la tournée, Richie Sambora quitte précipitamment le groupe, pour des raisons « personnelles ». Le groupe appelle donc Phil X en remplacement pour la tournée. Certaines rumeurs affirment que Richie Sambora aurait été congédié du groupe, mais Jon Bon Jovi et Richie Sambora démentent cette explication. En juin 2013, le groupe apparait au Stade de Suisse, à Berne, devant 30 000 spectateurs.
2014 marque le 30e anniversaire du groupe, une réédition spéciale de l'album New Jersey est publié avec des démos inédites. Mais malheureusement, en novembre, Jon Bon Jovi confirme que Richie Sambora quitte officiellement le groupe. Ce dernier affirme qu'un retour est possible et le chanteur confirme en déclarant que la porte lui est grande ouverte.

### This House Is Not For Sale(2015-2018)
Malgré cette séparation, le désormais trio (par l'intermédiaire de JBJ) annonce la sortie d'un nouvel album en 2016, suivi d'une tournée mondiale. Mais la sortie de cet album sera précédé par un album spécialement conçu pour les fans, contenant des sessions d'enregistrements provenant des albums précédents. Phil X et McDonald deviennent membres officiels du groupe pendant la même année. Le 26 mai 2016, Bon Jovi annonce que son nouvel album est prêt et qu'il s'appellera This House is Not for Sale. Prévu pour le 21 octobre, cet album est enregistré dans le même studio que la chanson Runaway du groupe, en 1983. Le premier single de l'album, This House is Not for Sale, est publié le 12 août 2016.

### 2020(2019-2022)
Le 2 octobre 2020 sort 2020, le quinzième album studio du groupe.
Enregistré au Ocean Way Recording Studios de Nashville et initialement prévu pour le 15 mai 2020, il fut repoussé en raison de la pandémie de COVID-19.

### Forever(2023-)
Le 12 mars 2024, le groupe annonce la sortie de son seizième album studio, Forever, pour le 7 juin 2024. Le premier single, Legendary, sort deux jours plus tard. Le 17 mai 2024, Living Proof sort. Cette chanson rappelle les sonorités du hit Livin' On A Prayer, sorti 38 ans plus tôt.

## Style musical
Le style musical de Bon Jovi se caractérise par sa très grande diversité. Tout au long de son histoire, le groupe s'illustre aussi bien dans le hard rock,,, que dans le glam metal,,, mais aussi dans l'arena rock,,, et également le pop rock,.
Les quatre premiers albums du groupe mélangent les genres glam metal et hard rock. Leurs deux premiers albums utilisent un mélange très pur de glam metal et de hard rock, tandis que leurs albums suivants, Slippery When Wet et New Jersey, présente un mélange plus commercialisé de glam metal et de hard rock afin de pouvoir toucher un public toujours plus nombreux. Leur cinquième album studio, Keep the Faith, et leur sixième, These Days, comprennent un son hard rock plus mature. Crush se caractérise par le fait d'être « assez loin dans le pop/rock pour avoir une chance d'être diffusé », alors que Bounce est décrit comme du « heavy and serious rock ». Have a Nice Day est également caractérisée comme étant plus proche du hard rock que Crush.
Le groupe modifie radicalement leur musique sur leur album suivant, Lost Highway, en mélangeant les influences de la musique country et du rock country, une sonorité particulière que Jon Bon Jovi décrit comme étant « influencée par Nashville. » Bon Jovi est revenu à un son de rock plus typique sur The Circle, qui est décrit par AllMusic comme « conjuré par des riffs de guitares retardés, des notes de claviers chatoyantes, et des rythmes spacieux. »
Certaines des influences du groupe sont Bruce Springsteen, The Rolling Stones, Aerosmith, Van Halen, The Beatles, Tom Petty et The Animals. Richie Sambora déclare, quant à lui, que ses principales sources d'inspiration proviennent des guitaristes Jimmy Page, Eric Clapton, Johnny Winter, Jimi Hendrix, Joe Perry et du blues en général.

## Membres

### Membres actuels
- Jon Bon Jovi – chant, guitare acoustique, guitare rythmique, piano, harmonica, maracas (depuis 1983)
- David Bryan – claviers, piano, pedal steel guitar, chœurs, chant (occasionnellement) (depuis 1983)
- Tico Torres – batterie, percussions, chœurs, chant (occasionnellement) (depuis 1983)
- Hugh McDonald – basse, chœurs (depuis 2016, non officiel 1994-2016)
- Phil X – guitare solo, guitare rythmique, guitare acoustique, talkbox, chœurs, chant (occasionnellement) (depuis 2016; remplacements en 2011 et 2013; membre de tournée de 2013–2016)

### Anciens membres
- Richie Sambora – guitare solo, guitare rythmique, guitare acoustique, talkbox, chœurs, chant (1983–2013)
- Alec John Such – basse, chœurs (1983–1994, concert unique en 2001)
- Dave Sabo – guitare solo, chœurs (1983)

### Membres actuels de tournée
- Everett Bradley – percussions, chœurs (2003–2004; depuis 2016)
- John Shanks – guitare solo, guitare rythmique, chœurs (depuis 2015)

### Anciens membres de tournée
- Bobby Bandiera – guitare solo, guitare rythmique, chœurs (2005–2015)
- Lorenza Ponce – violon, alto, violoncelle, chœurs (2005–2009, 2015)
- Jeff Kazee – orgue Hammond, claviers, chœurs (2005–2006, concert unique en 2010)
- Kurt Johnston – pedal steel guitar, banjo, mandoline, dobro, chœurs (2006–2008)
- Rich Scanella – batterie, chœurs (2013)
- Matt O'Ree – guitare acoustique, guitare rythmique, chœurs (2015)

## Discographie
- 1984 : Bon Jovi
- 1985 : 7800° Fahrenheit
- 1986 : Slippery When Wet
- 1988 : New Jersey
- 1992 : Keep the Faith
- 1994 : Cross Road
- 1995 : These Days
- 1997 : Destination Anywhere
- 2000 : Crush
- 2002 : Bounce
- 2005 : Have a Nice Day
- 2007 : Lost Highway
- 2009 : The Circle
- 2013 : What About Now
- 2016 : This House Is Not for Sale
- 2020 : 2020
- 2024 : Forever

## Vidéographie

### Reportages et documentaires
- 1990 : Access All Areas: A Rock & Roll Odyssey (reportage de la tournée mondiale de l'album New Jersey). Disponible en VHS et laserdisc. Depuis fin 2010, il existe une version DVD dans le coffret japonais Universal UICY-91555 sous-titré Special editions, qui regroupe les 11 albums de Bon Jovi de 1984 à 2009 en SHM-CD avec des bonus live sur chaque album. Contient quelques morceaux live, mais seules les reprises de Seven Days et Shooting Star (live à Londres) sont en version complète.
- 2009 : Bon Jovi: When We Were Beautiful
- 2002 : Round and Round
- 2010 : Greatest Hits DVD

## Œuvres rares
Heart of America est une chanson de Bon Jovi interprétée une seule fois en concert, lors du festival Farm Aid à Champaign, Illinois, le 22 septembre 1985. Ce festival a pour vocation de lever des fonds pour les familles fermières aux États-Unis. L'ensemble est mis en place par Willie Nelson, John Mellencamp et Neil Young. Bon Jovi se contente de jouer très tôt, à dix heures du matin, en interprétant leur tube Runaway ainsi qu'une nouvelle chanson dont les bases remontaient à quelque temps. Lorsque le groupe est convié à apparaître au Farm Aid, la structure embryonnaire est développée par Jon Bon Jovi et Richie Sambora afin de fignoler la chanson pour proposer quelque chose en adéquation avec le festival.
Heart of America est ensuite enregistré au Summit Sound Studios dans le Wisconsin et dans le studio de Ted Nugent à Ann Arbor, dans le Michigan. Malgré tout, cette chanson inédite n'est jamais commercialisée. Il existe toutefois un document vidéo, exploité par une chaîne de télé probablement, de cette prestation au Farm Aid.

## Nominations et Récompenses
Le groupe a été intronisé au UK Rock and Roll Hall of Fame en 2005 puis au célèbre Rock and Roll Hall of Fame en 2018, rejoignant ainsi d'autres légendes du genre musical.

### American Music Awards
| Année | Travail nommé         | Récompense                      | Résultat   |
| ----- | --------------------- | ------------------------------- | ---------- |
| 1988  | Bon Jovi              | Groupe ou Duo Favori - Pop/Rock | Lauréat    |
| 1988  | Slippery When Wet     | Album Favori - Pop/Rock         | Nomination |
| 1988  | Livin' on a Prayer    | Chanson Favorite - Pop/Rock     | Nomination |
| 1990  | Bon Jovi              | Groupe ou Duo Favori - Pop/Rock | Nomination |
| 1990  | I'll Be There for You | Chanson Favorite - Pop/Rock     | Nomination |
| 2004  | Bon Jovi              | Prix du Mérite                  | Lauréat    |

### Billboard Music Awards
| Année | Travail nommé | Récompense                   | Résultat   |
| ----- | ------------- | ---------------------------- | ---------- |
| 2008  | Bon Jovi      | Meilleure artiste en tournée | Nomination |
| 2011  | Bon Jovi      | Meilleure artiste en tournée | Nomination |
| 2012  | Bon Jovi      | Meilleure artiste en tournée | Nomination |
| 2014  | Bon Jovi      | Meilleure artiste en tournée | Lauréat    |

### Billboard Touring Awards
| Année | Travail nommé                           | Récompense                            | Résultat |
| ----- | --------------------------------------- | ------------------------------------- | -------- |
| 2008  | Philadelphia Soul Charitable Foundation | Prix humanitaire                      | Lauréat  |
| 2011  | Bon Jovi Live                           | Prix évènementiel choisi par les fans | Lauréat  |
| 2013  | Because We Can: The Tour                | Meilleure tournée                     | Lauréat  |
| 2013  | Because We Can: The Tour                | Plus grande attraction en tournée     | Lauréat  |
| 2013  | Because We Can: The Tour                | Prix évènementiel choisi par les fans | Lauréat  |
| 2016  | Bon Jovi                                | Légende des tournées                  | Lauréat  |

### Brit Awards
| Année | Travail nommé | Récompense               | Résultat   |
| ----- | ------------- | ------------------------ | ---------- |
| 1987  | Bon Jovi      | Meilleur groupe étranger | Nomination |
| 1988  | Bon Jovi      | Meilleur groupe étranger | Nomination |
| 1989  | Bon Jovi      | Meilleur groupe étranger | Nomination |
| 1990  | Bon Jovi      | Meilleur groupe étranger | Nomination |
| 1996  | Bon Jovi      | Meilleur groupe étranger | Lauréat    |

### CMT Music Awards
| Année | Travail nommé                                      | Récompense                     | Résultat   |
| ----- | -------------------------------------------------- | ------------------------------ | ---------- |
| 2006  | Who Says You Can't Go Home (avec Jennifer Nettles) | Vidéo collaborative de l'année | Lauréat    |
| 2008  | Till We Ain't Strangers Anymore avec LeAnn Rimes   | Vidéo collaborative de l'année | Lauréat    |
| 2008  | (You Want to) Make a Memory                        | Vidéo de groupe de l'année     | Nomination |

### Echo Awards
| Année | Travail nommé                 | Récompense                                   | Résultat   |
| ----- | ----------------------------- | -------------------------------------------- | ---------- |
| 1996  | Bon Jovi                      | Meilleur groupe international                | Nomination |
| 2001  | Crush                         | Album international de l'année par un groupe | Lauréat    |
| 2001  | It's My Life                  | Single de l'année (International)            | Nomination |
| 2002  | One Wild Night Live 1985–2001 | Album international de l'année par un groupe | Nomination |
| 2003  | Bounce                        | Album international de l'année par un groupe | Nomination |
| 2006  | Have a Nice Day               | Album international de l'année par un groupe | Nomination |
| 2008  | Lost Highway                  | Album international de l'année par un groupe | Nomination |
| 2011  | Greatest Hits                 | Album international de l'année par un groupe | Nomination |

### Grammy Awards
| Année | Travail nommé                                      | Récompense                                               | Résultat   |
| ----- | -------------------------------------------------- | -------------------------------------------------------- | ---------- |
| 1997  | Live From London                                   | Meilleure vidéo musicale longue durée                    | Nomination |
| 2001  | It's My Life                                       | Meilleure prestation vocale rock par un groupe ou un duo | Nomination |
| 2001  | Crush                                              | Meilleur album rock                                      | Nomination |
| 2003  | Everyday                                           | Meilleure prestation vocale pop par un groupe ou un duo  | Nomination |
| 2004  | Misunderstood                                      | Meilleure prestation vocale pop par un groupe ou un duo  | Nomination |
| 2007  | Who Says You Can't Go Home (avec Jennifer Nettles) | Meilleure collaboration country avec voix                | Lauréat    |
| 2008  | Lost Highway                                       | Meilleur album pop                                       | Nomination |
| 2008  | (You Want to) Make a Memory                        | Meilleure prestation vocale pop par un groupe ou un duo  | Nomination |
| 2010  | We Weren't Born to Follow                          | Meilleure prestation vocale pop par un groupe ou un duo  | Nomination |

### Helpmann Awards
| Année | Travail nommé     | Récompense                                    | Résultat   |
| ----- | ----------------- | --------------------------------------------- | ---------- |
| 2008  | Lost Highway Tour | Meilleur tournée internationale contemporaine | Nomination |

### Japan Gold Disc Awards
| Année | Travail nommé | Récompense                 | Résultat |
| ----- | ------------- | -------------------------- | -------- |
| 1989  | Bon Jovi      | Artiste de l'année         | Lauréat  |
| 1989  | New Jersey    | Album de l'année           | Lauréat  |
| 1989  | New Jersey    | Album rock/folk de l'année | Lauréat  |

### Prix Juno
| Année | Travail nommé     | Récompense                     | Résultat   |
| ----- | ----------------- | ------------------------------ | ---------- |
| 1987  | Slippery When Wet | Album international de l'année | Nomination |
| 1994  | Keep the Faith    | Album international de l'année | Nomination |
| 2008  | Lost Highway      | Album international de l'année | Nomination |

### Premios Oye!
| Année | Travail nommée | Récompense                     | Résultat |
| ----- | -------------- | ------------------------------ | -------- |
| 2002  | Bon Jovi       | Meilleur artiste international | Lauréat  |

### MTV Europe Music Awards
| Année | Travail nommé | Récompense             | Résultat   |
| ----- | ------------- | ---------------------- | ---------- |
| 1995  | Bon Jovi      | Meilleur groupe        | Nomination |
| 1995  | Bon Jovi      | Meilleur artiste rock, | Lauréat    |
| 1995  | Bon Jovi      | Meilleur concert       | Nomination |
| 2000  | Crush         | Meilleur album         | Nomination |
| 2000  | Bon Jovi      | Meilleur groupe        | Nomination |
| 2000  | Bon Jovi      | Meilleur artiste rock  | Nomination |
| 2002  | Bon Jovi      | Meilleur artiste rock  | Nomination |
| 2010  | Bon Jovi      | Meilleur concert       | Nomination |
| 2010  | Bon Jovi      | Global Icon            | Lauréat    |

### MTV Video Music Awards
| Année | Travail nommé            | Récompense                                    | Résultat   |
| ----- | ------------------------ | --------------------------------------------- | ---------- |
| 1987  | Livin' on a Prayer       | Meilleure performance scénique dans une vidéo | Lauréat    |
| 1987  | You Give Love a Bad Name | Meilleure performance scénique dans une vidéo | Nomination |
| 1987  | Wanted Dead or Alive     | Meilleur montage d'une vidéo                  | Nomination |
| 1991  | Bon Jovi                 | Michael Jackson Video Vanguard Award          | Lauréat    |

### My VH1 Music Awards
| Année | Travail nommé | Récompense            | Résultat   |
| ----- | ------------- | --------------------- | ---------- |
| 2001  | Bon Jovi      | Concert le plus chaud | Lauréat    |
| 2001  | Bon Jovi      | Groupe favori         | Nomination |

### Nickelodeon Kids' Choice Awards
| Année | Travail nommé | Récompense               | Résultat   |
| ----- | ------------- | ------------------------ | ---------- |
| 2013  | Bon Jovi      | Groupe de musique favori | Nomination |

### World Music Awards
| Année | Nominated work | Award                                    | Result            |
| ----- | -------------- | ---------------------------------------- | ----------------- |
| 1995  | Bon Jovi       | Artiste / groupe de rock le plus vendeur | Lauréat           |
| 2005  | Bon Jovi       | Chopard Diamond Award                    | Lauréat           |
| 2007  | Bon Jovi       | Artiste / groupe de rock le plus vendeur | Nomination        |
| 2013  | Bon Jovi       | Meilleur groupe                          | Cérémonie annulée |
| 2013  | Bon Jovi       | Meilleur concert                         | Cérémonie annulée |
| 2013  | Bon Jovi       | Meilleur album                           | Cérémonie annulée |